# Veskoviće
Veskoviće (Servisch cyrillisch Весковиће) is een plaats in de Servische gemeente Sjenica. De plaats telt 50 inwoners (2002).